# Raphé ptérygomandibulaire
Le raphé ptérygomandibulaire (ou ligament ptérygo-mandibulaire ou aponévrose buccinato-pharyngienne) est un raphé constitué par l'entrecroisement les fibres aponévrotiques  des muscles buccinateurs et constricteurs supérieurs du pharynx.
Le ligament ptérygo-mandibulaire a été décrit pour la première fois en 1784.

## Description
Le raphé ptérygomandibulaire forme une bandelette fibreuse entre l’hamulus ptérygoïdien du processus ptérygoïde du sphénoïde en haut et l'extrémité postérieure de la ligne mylo-hyoïdienne de la mandibule en bas.
Chez les fœtus, le raphé ptérygomandibulaire est toujours très proéminent. Cependant, chez les adultes, il peut devenir moins distinctif. Il est très grand et distinctif chez environ 36 % des adultes.

## Fonction
Le raphé ptérygo-mandibulaire est le point d'ancrage commun des muscles constricteurs supérieurs du pharynx et buccinateurs.
Il intervient dans la coordination des mouvements de la mastication et de la déglutition en permettant une interaction entre la cavité buccale et le pharynx.

## Aspect clinique
Lorsque la mandibule est appareillée pour un réalignement progressif (comme pour traiter l'apnée du sommeil), le raphé ptérygomandibulaire résiste légèrement au réalignement.
Le raphé ptérygomandibulaire est un point de repère clinique.